# 加畑賀茂神社
加畑賀茂神社（かばたかもじんじゃ）は、静岡県賀茂郡南伊豆町の神社。式内小社、加毛神社（かもじんじゃ）の二座のうち一座に比定されている。ご神木は、国道136号線を挟んだ向かい側にある樹齢1200年とされるビャクシンである。

## 歴史
大同年間（806～810年）の創建とされる。『伊豆国神階帳』では、「従四位上 加茂の明神」と記されている。
伊予国の三島大明神（大山祇神社）が、伊豆諸島から伊豆半島に上陸した地とのいわれがある。
江戸時代までの祭神は、大山祇命であったが、明治になって三嶋大社の祭神変更に併せて事代主神に変更された。